# 天主教烏維拉教區
天主教烏維拉教區（拉丁語：Dioecesis Uviraensis）是剛果民主共和國一個羅馬天主教教區，位於南基伍省南部。屬布卡武總教區。
教區成立於1962年4月16日，2010年有教友356,000人（佔轄區總人口29.1%）、十八個堂區、七十五名司鐸。現任教區主教為塞巴斯蒂安·姆恩格·穆隆贝。